# Michel de Verthamon de Chavagnac
Michel de Verthamon de Chavagnac (Limoges, 7 november 1687 – Montauban, 25 september 1762) was een Frans rooms-katholiek priester en bisschop van Montauban tussen 1730 en 1762.

## Levensloop

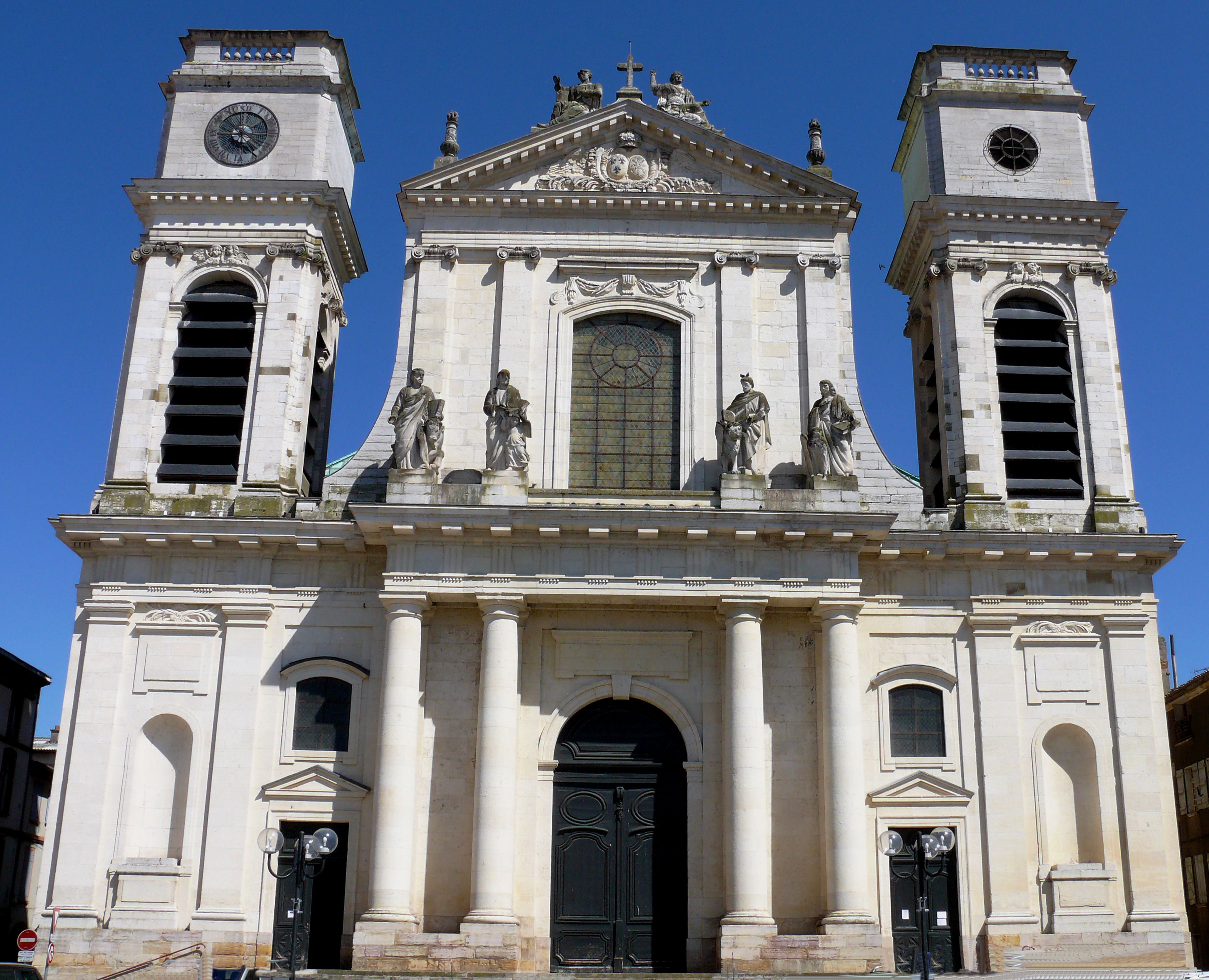
Kathedraal van Montauban

De Verthamon de Chavagnac was afkomstig uit een oud geslacht uit Limousin dat verschillende bisschoppen in zijn rangen telde. Hij studeerde aan de Sorbonne en werd tot priester gewijd. Hij werd vicaris-generaal, eerst van de bisschop van Couserans, later van de bisschop van Limoges. In 1729 werd hij door de koning aangeduid als opvolger van de teruggetreden bisschop van Montauban, François d'Haussonville de Nettancourt Vaubecourt. Deze aanstelling werd in 1730 door de paus bevestigd en op 8 februari van dat jaar werd hij in Parijs tot bisschop gewijd.
Hij wijdde in 1739 de nieuwe kathedraal Notre-Dame in, waarvan de bouw onder zijn voorgangers Jean-Baptiste Michel de Colbert en Henry de Nesmond was begonnen. Ook zette hij zich in voor de restauratie van verschillende kerken in zijn bisdom. Hij was een medeoprichter van de literaire Académie de Montauban. Hij zette zich vooral in voor de armenzorg en voor het onderwijs van arme kinderen. Hiertoe nodigde hij de orde Frères de la doctrine chrétienne uit om zich in Montauban te vestigen en een school voor arme jongens te openen. De school financierde hij met eigen middelen. Hetzelfde deed hij voor een uitbreiding van het hospitaal van Motauban. Ook bekostigde hij de bouw van een eerste legerkazerne in de stad, in de wijk Villebourbon. Zo ontlastte hij de Montalbanais van de verplichting om de soldaten van de koning thuis te huisvesten.
Bisschop de Verthamon de Chavagnac overleed in 1762 en liet zijn fortuin na aan de armen van de stad. Volgens zijn wens werd hij begraven in een gemeenschappelijk graf. Hij werd opgevolgd door bisschop Anne-François-Victor Le Tonnelier de Breteuil.

## Publicaties
- Maximes spirituelles qui peuvent conduire une âme à la perfection (1751)
- Instructions, poèmes et cantiques à l’usage des Missions (1752)
- Abrégé de la doctrine chrétienne, pour l’usage de la jeunesse (1755)